# Kvalifikation til VM i fodbold 2018, UEFA - gruppe E
Kvalifikation til VM i fodbold 2018, UEFA gruppe E er en af de ni UEFA grupper til Kvalifikation til VM i fodbold 2018. Gruppen består af seks hold: Rumænien, Danmark, Polen, Montenegro, Armenien og Kasakhstan.

## Placeringer
| Pos | Hold       | K  | V | U | T | M+ | M- | MF  | P  | Kvalifikation                         |     |     |     |     |     |     |     |
| --- | ---------- | -- | - | - | - | -- | -- | --- | -- | ------------------------------------- | --- | --- | --- | --- | --- | --- | --- |
| 1   | Polen      | 10 | 8 | 1 | 1 | 28 | 14 | +14 | 25 | Kvalifikation til FIFA World Cup 2018 |     | —   | 3–2 | 4–2 | 3–1 | 2–1 | 3–0 |
| 2   | Danmark    | 10 | 6 | 2 | 2 | 20 | 8  | +12 | 20 | Gik videre til playoff                |     | 4–0 | —   | 0–1 | 1–1 | 1–0 | 4–1 |
| 3   | Montenegro | 10 | 5 | 1 | 4 | 20 | 12 | +8  | 16 |                                       |     | 1–2 | 0–1 | —   | 1–0 | 4–1 | 5–0 |
| 4   | Rumænien   | 10 | 3 | 4 | 3 | 12 | 10 | +2  | 13 |                                       | 0–3 | 0–0 | 1–1 | —   | 1–0 | 3–1 |     |
| 5   | Armenien   | 10 | 2 | 1 | 7 | 10 | 26 | −16 | 7  |                                       | 1–6 | 1–4 | 3–2 | 0–5 | —   | 2–0 |     |
| 6   | Kasakhstan | 10 | 0 | 3 | 7 | 6  | 26 | −20 | 3  |                                       | 2–2 | 1–3 | 0–3 | 0–0 | 1–1 | —   |     |

## Kampe
Oversigten over kampene blev konfirmeret af UEFA den 26. juli 2015, dagen efter lodtrækningen. De angivne tider er CET/CEST, som listet af UEFA (lokale tider angives i parenteser).
| 4. september 2016 18:00 (18:00 UTC+2) |

| Danmark     | 1–0                           | Armenien |
| ----------- | ----------------------------- | -------- |
| Eriksen 17' | Rapport (FIFA) Rapport (UEFA) |          |

| Parken, København Tilskuere: 21.745 Dommer: Harald Lechner (Østrig) |

| 4. september 2016 18:00 (22:00 UTC+6) |

| Kasakhstan             | 2–2                           | Polen                                  |
| ---------------------- | ----------------------------- | -------------------------------------- |
| Khizhnichenko 51', 58' | Rapport (FIFA) Rapport (UEFA) | Kapustka 9' · Lewandowski 35' (str.) · |

| Astana Arena, Astana Tilskuere: 19.905 Dommer: Serdar Gözübüyük (Holland) |

| 4. september 2016 20:45 (21:45 UTC+3) |

| Rumænien | 1–1                           | Montenegro    |
| -------- | ----------------------------- | ------------- |
| Popa 85' | Rapport (FIFA) Rapport (UEFA) | Jovetić 87' · |

| Cluj Arena, Cluj-Napoca Tilskuere: 25.468 Dommer: Anthony Taylor (England) |

| 8. oktober 2016 18:00 (20:00 UTC+4) |

| Armenien | 0–5                           | Rumænien                                                              |
| -------- | ----------------------------- | --------------------------------------------------------------------- |
|          | Rapport (FIFA) Rapport (UEFA) | Stancu 4' (str.) · Popa 10' · Marin 12' · Stanciu 29' · Chipciu 60' · |

| Vazgen Sargsyan Republican Stadium, Jerevan Dommer: Vladislav Bezborodov (Rusland) |

| 8. oktober 2016 18:00 (18:00 UTC+2) |

| Montenegro                                                           | 5–0                           | Kasakhstan |
| -------------------------------------------------------------------- | ----------------------------- | ---------- |
| Tomašević 24' · Vukčević 59' · Jovetić 64' · Bećiraj 73' · Savić 78' | Rapport (FIFA) Rapport (UEFA) |            |

| City Stadium, Podgorica Dommer: Robert Schörgenhofer (Østrig) |

| 8. oktober 2016 20:45 (20:45 UTC+2) |

| Polen                            | 3–2                           | Danmark                        |
| -------------------------------- | ----------------------------- | ------------------------------ |
| Lewandowski 20', 36' (str.), 48' | Rapport (FIFA) Rapport (UEFA) | Glik 49' (sm.) · Poulsen 69' · |

| National Stadium, Warszawa Dommer: Gianluca Rocchi (Italien) |

| 11. oktober 2016 18:00 (22:00 UTC+6) |

| Kasakhstan | 0–0                           | Rumænien |
| ---------- | ----------------------------- | -------- |
|            | Rapport (FIFA) Rapport (UEFA) |          |

| Astana Arena, Astana Dommer: Jorge Sousa (Portugal) |

| 11. oktober 2016 20:45 (20:45 UTC+2) |

| Danmark | 0–1                           | Montenegro    |
| ------- | ----------------------------- | ------------- |
|         | Rapport (FIFA) Rapport (UEFA) | Bećiraj 32' · |

| Parken, København Dommer: Alberto Undiano Mallenco (Spanien) |

| 11. oktober 2016 20:45 (20:45 UTC+2) |

| Polen                                | 2–1                           | Armenien       |
| ------------------------------------ | ----------------------------- | -------------- |
| Mkoyan 48' (sm.) · Lewandowski 90+5' | Rapport (FIFA) Rapport (UEFA) | Pizzelli 50' · |

| National Stadium, Warszawa Dommer: Ivan Kružliak (Slovakiet) |

| 11. november 2016 18:00 (21:00 UTC+4) |

| Armenien                                         | 3–2                           | Montenegro                    |
| ------------------------------------------------ | ----------------------------- | ----------------------------- |
| A. Grigoryan 50' · Haroyan 74' · Ghazaryan 90+3' | Rapport (FIFA) Rapport (UEFA) | Kojašević 36' · Jovetić 38' · |

| Vazgen Sargsyan Republican Stadium, Jerevan Tilskuere: 3.500 Dommer: Pavel Královec (Tjekkiet) |

| 11. november 2016 20:45 (20:45 UTC+1) |

| Danmark                                                  | 4–1                           | Kasakhstan       |
| -------------------------------------------------------- | ----------------------------- | ---------------- |
| Cornelius 15' · Eriksen 36' (str.), 90+2' · Ankersen 78' | Rapport (FIFA) Rapport (UEFA) | Suyumbayev 17' · |

| Parken Stadium, København Tilskuere: 18.901 Dommer: Alon Yefet (Israel) |

| 11. november 2016 20:45 (21:45 UTC+2) |

| Rumænien | 0–3                           | Polen                                          |
| -------- | ----------------------------- | ---------------------------------------------- |
|          | Rapport (FIFA) Rapport (UEFA) | Grosicki 11' · Lewandowski 83', 90+1' (str.) · |

| Arena Națională, Bukarest Tilskuere: 48.531 Dommer: Damir Skomina (Slovenien) |

| 26. marts 2017 18:00 (20:00 UTC+4) |

| Armenien                     | 2–0                           | Kasakhstan |
| ---------------------------- | ----------------------------- | ---------- |
| Mkhitaryan 73' · Özbiliz 75' | Rapport (FIFA) Rapport (UEFA) |            |

| Vazgen Sargsyan Republican Stadium, Jerevan Dommer: Aleksandar Stavrev (Makedonien) |

| 26. marts 2017 20:45 (20:45 UTC+2) |

| Montenegro | 1–2                           | Polen                            |
| ---------- | ----------------------------- | -------------------------------- |
| Mugoša 63' | Rapport (FIFA) Rapport (UEFA) | Lewandowski 40' · Piszczek 82' · |

| City Stadium, Podgorica Dommer: Viktor Kassai (Ungarn) |

| 26. marts 2017 20:45 (21:45 UTC+3) |

| Rumænien | 0–0                           | Danmark |
| -------- | ----------------------------- | ------- |
|          | Rapport (FIFA) Rapport (UEFA) |         |

| Cluj Arena, Cluj-Napoca Tilskuere: 26,895 Dommer: Martin Atkinson (England) |

| 10. juni 2017 18:00 (22:00 UTC+6) |

| Kasakhstan | 1–3                           | Danmark                                            |
| ---------- | ----------------------------- | -------------------------------------------------- |
| Kuat 76'   | Rapport (FIFA) Rapport (UEFA) | Jørgensen 27' · Eriksen 51' (str.) · Dolberg 81' · |

| Almaty Central Stadium, Almaty Dommer: Vladislav Bezborodov (Rusland) |

| 10. juni 2017 20:45 (20:45 UTC+2) |

| Montenegro                         | 4–1                           | Armenien     |
| ---------------------------------- | ----------------------------- | ------------ |
| Bećiraj 2' · Jovetić 28', 54', 82' | Rapport (FIFA) Rapport (UEFA) | Koryan 89' · |

| City Stadium, Podgorica Dommer: Kevin Blom (Holland) |

| 10. juni 2017 20:45 (20:45 UTC+2) |

| Polen                                   | 3–1                           | Rumænien     |
| --------------------------------------- | ----------------------------- | ------------ |
| Lewandowski 29' (str.), 57', 62' (str.) | Rapport (FIFA) Rapport (UEFA) | Stancu 77' · |

| Stadion Narodowy, Warszawa Dommer: Ruddy Buquet (Frankrig) |

| 1. september 2017 18:00 (22:00 UTC+6) |

| Kasakhstan | 0–3                           | Montenegro                                |
| ---------- | ----------------------------- | ----------------------------------------- |
|            | Rapport (FIFA) Rapport (UEFA) | - Vešović 31' - Bećiraj 53' - Simić 63' · |

| Astana Arena, Astana Dommer: Sébastien Delferière (Belgien) |

| 1. september 2017 20:45 (20:45 UTC+2) |

| Danmark                                                     | 4–0                           | Polen |
| ----------------------------------------------------------- | ----------------------------- | ----- |
| - Delaney 15' - Cornelius 42' - Jørgensen 59' - Eriksen 80' | Rapport (FIFA) Rapport (UEFA) |       |

| Parken, København Dommer: Milorad Mažić (Serbien) |

| 1. september 2017 20:45 (21:45 UTC+3) |

| Rumænien      | 1–0                           | Armenien |
| ------------- | ----------------------------- | -------- |
| - Maxim 90+1' | Rapport (FIFA) Rapport (UEFA) |          |

| Arena Națională, Bukarest Dommer: Ivan Bebek (Kroatien) |

| 4. september 2017 18:00 (20:00 UTC+4) |

| Armenien  | 1–4                           | Danmark                                 |
| --------- | ----------------------------- | --------------------------------------- |
| Koryan 6' | Rapport (FIFA) Rapport (UEFA) | Delaney 16', 81', 90+3' · Eriksen 29' · |

| Vazgen Sargsyan Republican Stadium, Jerevan Dommer: Bobby Madden (Skotland) |

| 4. september 2017 20:45 (20:45 UTC+2) |

| Montenegro  | 1–0                           | Rumænien |
| ----------- | ----------------------------- | -------- |
| Jovetić 75' | Rapport (FIFA) Rapport (UEFA) |          |

| City Stadium, Podgorica Dommer: Craig Thomson (Skotland) |

| 4. september 2017 20:45 (20:45 UTC+2) |

| Polen                                         | 3–0                           | Kasakhstan |
| --------------------------------------------- | ----------------------------- | ---------- |
| Milik 11' · Glik 74' · Lewandowski 86' (str.) | Rapport (FIFA) Rapport (UEFA) |            |

| Stadion Narodowy, Warszawa Dommer: Andris Treimanis (Letland) |

| 5. oktober 2017 18:00 (20:00 UTC+4) |

| Armenien            | 1–6                           | Polen                                                                         |
| ------------------- | ----------------------------- | ----------------------------------------------------------------------------- |
| - Hambardzumyan 39' | Rapport (FIFA) Rapport (UEFA) | - Grosicki 2' - Lewandowski 18', 25', 64' - Błaszczykowski 58' - Wolski 89' · |

| Vazgen Sargsyan Republican Stadium, Jerevan Dommer: Matej Jug (Slovenien) |

| 5. oktober 2017 20:45 (20:45 UTC+2) |

| Montenegro | 0–1                         | Danmark         |
| ---------- | --------------------------- | --------------- |
|            | Report (FIFA) Report (UEFA) | - Eriksen 16' · |

| City Stadium, Podgorica Dommer: Björn Kuipers (Holland) |

| 5. oktober 2017 20:45 (21:45 UTC+3) |

| Rumænien                               | 3–1                           | Kasakhstan       |
| -------------------------------------- | ----------------------------- | ---------------- |
| - Budescu 33', 38' (str.) - Keșerü 73' | Rapport (FIFA) Rapport (UEFA) | - Turysbek 82' · |

| Ilie Oană Stadium, Ploiești Dommer: Sandro Schärer (Schweiz) |

| 8. oktober 2017 18:00 (18:00 UTC+2) |

| Danmark              | 1–1                         | Rumænien     |
| -------------------- | --------------------------- | ------------ |
| - Eriksen 59' (str.) | Report (FIFA) Report (UEFA) | - Deac 88' · |

| Parken, København Dommer: Deniz Aytekin (Tyskland) |

| 8. oktober 2017 18:00 (22:00 UTC+6) |

| Kasakhstan     | 1–1                           | Armenien           |
| -------------- | ----------------------------- | ------------------ |
| - Turysbek 62' | Rapport (FIFA) Rapport (UEFA) | - Mkhitaryan 26' · |

| Astana Arena, Astana Dommer: Alexandru Tean (Moldova) |

| 8. oktober 2017 18:00 (18:00 UTC+2) |

| Polen                                                                 | 4–2                           | Montenegro                    |
| --------------------------------------------------------------------- | ----------------------------- | ----------------------------- |
| - Mączyński 6' - Grosicki 16' - Lewandowski 86' - Stojković 89' (sm.) | Rapport (FIFA) Rapport (UEFA) | - Mugoša 78' - Vukčević 83' · |

| Stadion Narodowy, Warszawa Dommer: Daniele Orsato (Italien) |

## Målscorere
Der er blevet scoret 96 mål i 30 kampe, hvilket i gennemsnit svarer til 3,2 mål per kamp.
16 mål
- Robert Lewandowski

8 mål
- Christian Eriksen

7 mål
- Stevan Jovetić

4 mål
- Thomas Delaney
- Fatos Bećiraj

3 mål
- Kamil Grosicki

2 mål
- Ruslan Koryan
- Henrikh Mkhitaryan
- Andreas Cornelius
- Nicolai Jørgensen
- Sergei Khizhnichenko
- Bauyrzhan Turysbek
- Stefan Mugoša
- Žarko Tomašević
- Constantin Budescu
- Adrian Popa
- Bogdan Stancu

1 mål
- Gevorg Ghazaryan
- Artak Grigoryan
- Hovhannes Hambardzumyan
- Varazdat Haroyan
- Aras Özbiliz
- Marcos Pizzelli
- Peter Ankersen
- Kasper Dolberg
- Yussuf Poulsen
- Islambek Kuat
- Gafurzhan Suyumbayev
- Damir Kojašević
- Stefan Savić
- Marko Simić
- Marko Vešović
- Nikola Vukčević
- Jakub Błaszczykowski
- Kamil Glik
- Bartosz Kapustka
- Krzysztof Mączyński
- Arkadiusz Milik
- Łukasz Piszczek
- Rafał Wolski
- Alexandru Chipciu
- Ciprian Deac
- Claudiu Keșerü
- Răzvan Marin
- Alexandru Maxim
- Nicolae Stanciu

1 selvmål
- Hrayr Mkoyan (imod Polen)
- Filip Stojković (imod Poland)
- Kamil Glik (imod Danmark)